# Dover (Misuri)
Dover es un pueblo ubicado en el condado de Lafayette en el estado estadounidense de Misuri. En el Censo de 2010 tenía una población de 103 habitantes y una densidad poblacional de 207,13 personas por km².

## Geografía
Dover se encuentra ubicado en las coordenadas 39°11′39″N 93°41′23″O / 39.19417, -93.68972. Según la Oficina del Censo de los Estados Unidos, Dover tiene una superficie total de 0.5 km², de la cual 0.5 km² corresponden a tierra firme y (0%) 0 km² es agua.

## Demografía
Según el censo de 2010, había 103 personas residiendo en Dover. La densidad de población era de 207,13 hab./km². De los 103 habitantes, Dover estaba compuesto por el 90.29% blancos, el 4.85% eran afroamericanos, el 0% eran amerindios, el 0.97% eran asiáticos, el 0% eran isleños del Pacífico, el 3.88% eran de otras razas y el 0% pertenecían a dos o más razas. Del total de la población el 3.88% eran hispanos o latinos de cualquier raza.